# برينت هيلز
برينت هيلز (بالإنجليزية: Brent Hills) (3 نوفمبر 1953 - ) هو مدرب كرة قدم ولاعب كرة قدم بريطاني في مركز الظهير. لعب مع نادي كينغستونيان وBedfont F.C. ‏.

## وصلات خارجية
Error: Invalid line "[[جون بيلتون|Bilton]] [[:en:John Bilton|<sup class=reference title="John Bilton">[الإنجليزية]</sup>]][[تصنيف:صفحات بها وصلات إنترويكي]]" at قالب:مدربو منتخب إنجلترا لكرة القدم للسيدات